# Joseph Opatoshu

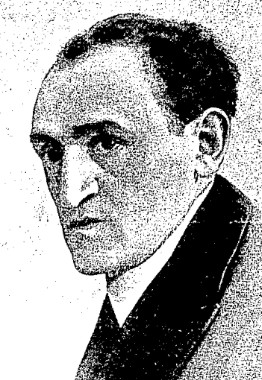
Josef Opatoschu

Joseph Opatoshu (deutsch Joseph Opatoschu, polnisch Józef Opatoszu, jiddisch יוסף אפאטאשו, eigentlich Josef Meir Opatowski; geboren 1. Januar 1887 in Mława, Russisches Kaiserreich; gestorben 7. Oktober 1954 in New York) war ein jiddischsprachiger Schriftsteller, einer der bedeutendsten Novellisten und Romanciers der jiddisch-amerikanischen Literatur.

## Leben
Joseph Opatoshu wuchs in Polen auf. Sein Vater war Rabbiner, seine Mutter stammte von sogenannten Waldjuden, welche als Waldhändler und -verwalter tätig waren, ab. Er besuchte die Handelsschule in Warschau und ab 1906 das Polytechnikum in Nancy. 1907 emigrierte er in die USA (New York City), war dort Fabrikarbeiter, Hebräischlehrer und setzte parallel seine Studien fort, die er 1914 als Ingenieur beendete.
Ab 1914 schrieb Opatoshu 40 Jahre lang für die New Yorker jiddische Tageszeitung Der Tog (Der Tag). Er veröffentlichte hunderte Erzählungen, Novellen und Romane, die in mehreren jiddischen Zeitschriften erschienen, und gilt als wichtigster Vertreter der Schriftstellergruppe Di Yunge (Die Jungen), die sich Anfang des 20. Jahrhunderts in New York formierte und der jiddisch-amerikanischen Literatur wichtige Impulse verlieh.
Als Opatoshus Hauptwerk, an dem er zehn Jahre arbeitete, gilt die Romantrilogie In pojlische welder (Teil 1), 1863 (Teil 2) und Alein. A roman vun a vald meydl (Teil 3). In diesem weit ausholenden romantischen Erzählwerk schildert Opatoshu das Leben der Juden in Polen im 19. Jahrhundert: die Welt der Chassidim in Kotzk, dem Wallfahrtsort der Schüler des Kotzker Rebbe), den Aufstand von 1863 und die Haltungen der polnischen Juden dazu, die Überbleibsel der Schabbetai-Zvi-Bewegung und die jüdische „Waldmenschen“. Die deutsche Übersetzung (von Siegfried Schmitz) des ersten Teils unter dem Titel Der letzte Waldjude erschien 1928. Die deutsche Übersetzung (ebenfalls von Siegfried Schmitz) des zweiten Teils unter dem Titel Der Aufstand erschien 1929. Auch ins Hebräische wurde Opatoshus Hauptwerk übersetzt (von Mordechai Lipson), ins Polnische (von Saul Wagmann), ins Englische (von Isaac Goldberg, 1938) und ins Französische. 1929 wurde es nach einem Drehbuch von Henryk Bojm und Joseph Opatoshu unter dem Titel In pojlisze welder verfilmt.
Zu Opatoshus Freunden zählte Marc Chagall, der ihn porträtierte und das Frontispiz zu seinem Roman A tog in Regensburg (Ein Tag in Regensburg) schuf.
Opatoshu starb am Jom-Kippur-Tag 1954. Sein Grab befindet sich auf dem Arbeter Ring Cemetery in New York City, nahe den Gräbern von Scholem Alejchem und Yehoash (Solomon Blumgarten).

## Familie
- Sein Sohn David war Schauspieler und Drehbuchautor.

## Werke (Auswahl)

### Erscheinen/Entstehungszeit bekannt
- Of jener sat brick. 1910 (sein literarisches Debüt).
- Morris un sayn sun Filipp („Morris und sein Sohn Philipp“). 1913.[2]
- Vun New Yorker Ghetto. Erzählungen. 1914.[3]
- Roman vun a Ferdsganef („Roman eines Pferdediebes“). 1917.[4]
- Alein („Allein“). Roman. 1919.
- Ouf seitige wegn. Novelle. 1919.
- Farloyrene Mentschen („Verlorene Menschen“). 1919.[5]
- In pojlische welder („In polnischen Wäldern“). 1921.
- Arum die churbes. 1922.
- Rase. 1923.
- 1863. 1926.
- Di Tentserin. 1929.
- A tog in Regensburg („Ein Tag in Regensburg“). 1932.[6]
  - Ein Tag in Regensburg. Übersetzung aus dem Jiddischen von Evita Wiecki und Sabine Koller, Verlag Karl Stutz, Passau 2008, ISBN 978-3-88849-129-0.
  - Ein Tag in Regensburg. In: Walter Koschmal, Lisa Unger-Fischer (Hrsg.): Regensburg europäisch. 500 Jahre zwischen Ost und West. Schnell und Steiner, Regensburg 2021, ISBN 978-3-7954-3694-0, S. 128–131.
- Der letzter Oyfstand („Der letzte Aufstand“). Roman in 2 Bänden. 1948 und 1952.[7]

### Ohne Jahr bzw. nicht ermittelt
- Amerikanisierung
- Die naie Welt
- Hibro
- Lehrer
- Schatten
- Unbegrenzte Möglichkeiten
- Unterwelt
- Zigeuner